# Gabor Langhans
Gabor Langhans (* 10. April 1989 in Berlin) ist ein deutscher Handballspieler, der beim deutschen Drittligisten TV Emsdetten spielt.
In der Jugend begann Langhans bei der Spielgemeinschaft Polizei SV Berlin/VfL Tegel mit dem Handball, bevor er 2006 zu den Füchsen Berlin wechselte. Dort spielte er zunächst in der A-Jugend. Im Juni 2007 bekam er dann einen Dreijahresvertrag bei der in der Bundesliga spielenden Männermannschaft. Anschließend schloss er sich dem ThSV Eisenach an. Sein laufender Vertrag wurde aufgelöst und Langhans schloss sich im Sommer 2011 dem HC Empor Rostock an. Zur Saison 2013/14 wechselte er zum TuS N-Lübbecke. Ab dem Sommer 2016 stand er bei MT Melsungen unter Vertrag. Zwei Jahre später schloss er sich dem israelischen Verein Hapoel Aschdod an, mit dem er 2019 Israelischer Meister wurde. Seit dem Sommer 2021 läuft er für den deutschen Verein TV Emsdetten auf.
Langhans gehörte außerdem dem Kader der Junioren-Nationalmannschaft an.